# Fernand Roelands
Fernand Roelands (Brugge, 28 april 1947 – aldaar, 10 februari 1990) was een Belgisch bokser. 

## Levensloop
In februari 1976 behaalde hij in zijn geboortestad de EBU-titel bij de lichtgewichten in een kamp tegen de Fransman Andre Holyk. In juli 1976 verloor hij te Zaragoza deze titel aan de Spanjaard Perico Fernandez.
Jaarlijks wordt te Brugge de Memorial Fernand Roelands georganiseerd.